# Augusto Benedico
Augusto Pérez Lías (Pego, Alicante, 20 de diciembre de 1909-Ciudad de México, 19 de enero de 1992), más conocido artísticamente como Augusto Benedico, fue un abogado y actor hispanomexicano que desarrolló la mayor parte de su carrera en México.

## Biografía
Además de actor era escritor. En Barcelona, se inició en el teatro estudiantil. Se graduó en Derecho en 1936. En febrero de 1939, fue confinado en un campo de concentración en Francia. Cinco meses más tarde, arribó al puerto de Veracruz como refugiado a bordo del celebérrimo Mexique, y un año después obtuvo la naturalización. Aunque era abogado, no pudo ejercer en México y trabajó primero como visitador médico, luego como publicista de unos laboratorios farmacéuticos. Cipriano Rivas Cheriff, hombre de teatro español, también refugiado, lo invitó a representar un papel en la obra de teatro Esquina peligrosa, debutó en 1948. A los pocos días de iniciarse la temporada, renunció a su empleo para entregarse de lleno a la actuación. A finales de la década de los 40, debutó en el cine y a principios de la década de los 60 en la televisión. Murió el 19 de enero de 1992 en la Ciudad de México, a consecuencia de una grave dolencia pulmonar, a los 82 años de edad.

## Filmografía

### Telenovelas
- Senda prohibida (1958)
- El enemigo (1961)
- La leona (1961)
- El caminante (1962)
- Janina (1962)
- Sor Juana Inés de la Cruz (1962) .... Carlos de Sigüenza y Góngora
- Eugenia (1963)
- Mi mujer y yo (1963)
- Madres egoístas (1963)
- San Martín de Porres (1964) .... El Prior
- Nuestro barrio (1965)
- El dolor de amar (1966)
- Angustia del pasado (1967) .... Ricardo
- Leyendas de México (1968)
- El mariachi (1970) .... Robles
- El precio de un hombre (1970)
- Magdalena (1970)
- Yesenia (1970-1971) .... Don Julio
- El vagabundo (1971)
- El carruaje (1972) .... Don Pablo
- Muñeca (1973) .... Alejandro
- Ha llegado una intrusa (1974-1975) .... Ingeniero Ernesto Lascuráin
- Mundo de juguete (1974-1977) .... Rafael Ocampo
- Marcha nupcial (1977-1978) .... Don Esteban
- Los ricos también lloran (1979-1980) .... Don Alberto Salvatierra
- Eclipse (1984) .... Mateo
- Vivir un poco (1985-1986) .... Padre Benigno
- Carrusel (1989-1990) .... Don Fermín #1
- Mi pequeña Soledad (1990) .... Antonio Garza

### Series de TV
- Puerta de suspenso (1959)
- Destinos (1992) .... Don Fernando Castillo Saavedra

### Películas
- La venenosa (1949)
- Doña Perfecta (1950) .... Don Anselmo
- Dicen que soy comunista (1951) .... Empleador de Benito
- Prisionera del recuerdo (1952) .... Sr. Villalba
- Aquellos ojos verdes (1952)
- El gran autor (1954)
- Casa de muñecas (1954) .... Agustín
- Después de la tormenta (1955)
- La rival (1955)
- Juventud desenfrenada (1956) .... Jefe del Tribunal
- Esposas infieles (1956)
- La ilegítima (1956)
- ¿Con quién andan nuestras hijas? (1956) .... Padre de Beatriz
- Historia de un amor (1956)
- El hombre que logró ser invisible (1957) .... Luis / Lewis Hall
- Manicomio (1957)
- Tinieblas (1957) .... Lic. Gómez
- Kermesse (1958) .... Don José
- Sabrás que te quiero (1958)
- Ama a tu prójimo (1958)
- Concurso de belleza (1958)
- Estos años violentos (1959)
- Yo pecador (1959)
- La fièvre monte à El Pao (1959) .... Sáenz
- Nacida para amar (1959)
- Siete pecados (1959)
- La hermana blanca (1960)
- Mundo, demonio y carne
- La cigüeña dijo sí - (1960)
- Espiritismo (1961) .... Sacerdote
- Las recién casadas (1961)
- Confidencias matrimoniales (1961)
- Dios sabrá juzgarnos (1961)
- El ángel exterminador (1962) .... Carlos Conde, el doctor
- Santo contra el cerebro diabólico (1962) .... Asistente de Santo
- Santo contra el rey del crimen (1962) .... Matías
- El cielo y la tierra (1962)
- Santo contra las mujeres vampiro (1962) .... Profesor Orlof
- Cascabelito (1962)
- Los secretos del sexo débil (1962)
- Mi vida es una canción (1963)
- Santo en el hotel de la muerte (1963) .... Mayordomo de Santo
- A la salida (1963)
- Napoleoncito (1964)
- Amor y sexo (Safo '63) (1964) .... Carlos
- Sólo para ti (1966) .... Señor González
- El derecho de nacer (1966) .... Ricardo
- Pedro Páramo (1967) .... Padre Rentería
- El último pistolero (1968)
- Las amiguitas de los ricos (1968) .... Raimundo
- La puerta y la mujer del carnicero (1968) .... Padre de Raúl
- Cuatro hombres marcados (1968)
- Le Rapace (1968) .... Maitre Gálvez
- El terrón de azúcar (1969) .... Doctor
- Remolino de pasiones (1970)
- El pueblo del terror (1970)
- Los cachorros (1971)
- Secreto de confesión (1971) .... Ignacio
- El cielo y tú (1971) .... Monseñor
- Sin salida (1971) .... Doctor
- Yesenia (1971)
- La hora desnuda (1971)
- El jardín de la Tía Isabel (1972) .... Sacerdote
- El festín de la loba (1972)
- El imponente (1972)
- Nadie te querrá como yo (1972) .... Aníbal Carrasco
- El monasterio de los buitres (1973)
- Jalisco nunca pierde (1974)
- Absalón (1986) .... David

## Teatro
- Esquina peligrosa (1948)
- La revelación de Blanco Posnet (1951)
- El viajero sin equipaje (1951)
- Fiesta trágica (1952)
- El proceso (1953)
- Seis personajes en busca de un autor (1954)
- Viaje de un largo día hacia la noche (1957)
- El enemigo del pueblo (1961)
- Después de la caída (1964)
- El barbero de Sevilla (1966)
- Corona de amor y muerte (1968)
- El hilo rojo (1971)
- La visita de la anciana dama (1977)
- Luces de bohemia (1977)
- La casa de los corazones rotos (1977)
- Heredarás el viento (1978)
- Así en la tierra como en el cielo (1979)
- ¡Ah, Soledad! (1980)
- El Gesticulador (1981)
- Alerta en misa (1983)
- Ante varias esfinges (1991)

## Premios y nominaciones

### Premios TVyNovelas
| Año  | Categoría                 | Telenovela    | Resultado |
| ---- | ------------------------- | ------------- | --------- |
| 1986 | Mejor actor experimentado | Vivir un poco | Nominado  |